# Joukahainen
Joukahainen és un personatge del Kalevala, el poema èpic finlandès. És un rival del personatge principal, Väinämöinen.

## Descripció
Després d'enfrontar-se amb els seus cavalls i desafiar a Väinämöinen a una baralla, s'enfronten a una batalla de cançons. Perd i és cantat màgicament i engolit per fang. En la seva petició d'ajuda de Väinämöinen, li compromet a la seva germana Aino. Però ella s'oposa a Väinämöinen, i en comptes de casar-se amb ell, s'ofega. Joukahainen s'enfada per tot el que ha passat i tot i que la seva mare intenta aturar-lo, embosca a Väinämöinen amb la seva ballesta. Joukahainen troba a faltar Väinämöinen però colpeja i mata el seu cavall, fent-lo submergir a les aigües gelades de Pohjola.